# Effingham (Surrey)
Koordinaten: 51° 16′ N, 0° 24′ W
Effingham ist ein großes ländliches Dorf im Borough of Guildford in der Grafschaft Surrey, England, das sich von der sanft abfallenden nördlichen Ebene bis zum Kamm der North Downs erstreckt. Das Dorf hat 2711 Einwohner (Stand: 2020) und besitzt eine mittelalterliche Pfarrkirche. Die Autobahn M25 liegt 6,4 km (4 Meilen) nordwestlich der Dorfmitte, die größtenteils aus Grünflächen im Grüngürtel des Metropolitan Green Belt besteht.

## Persönlichkeiten
- Jack Clarke (* 1988), Rennfahrer, geboren in Effingham
- Giuseppe Toni Mascolo
- Sir Barnes Wallis (1887–1979), Ingenieur, begraben in Effingham